# سامر عوض
سامر عوض (عربی: سامر عوض؛ زادهٔ ۹ فوریهٔ ۱۹۸۲) یک ورزشکار اهل سوریه است.
از باشگاه‌هایی که در آن بازی کرده است می‌توان به باشگاه فوتبال الشرطه دمشق و تیم ملی فوتبال سوریه اشاره کرد.
وی همچنین در تیم ملی فوتبال سوریه بازی کرده است.